# Produkthaftungsgesetz (Österreich)
Das österreichische Produkthaftungsgesetz (PHG) regelt die Haftung für fehlerhafte Produkte. Es handelt sich dabei um eine Gefährdungshaftung, da verschuldensunabhängig Ersatz geleistet werden muss.

## Allgemeines
Bis zu Einführung des PHG im Jahr 1988 haftete der Hersteller nur nach allgemeinen deliktischen schadenersatzrechtlichen Regeln. Da sich der Händler nach überwiegender Ansicht nicht des Produzenten als Erfüllungsgehilfen (§ 1313a ABGB) bedient, entwickelten die Lehre und Rechtsprechung den Vertrag mit Schutzwirkung zugunsten Dritter. Sogenannte innocent bystanders, die von diesem nicht umfasst waren und Ausreißerschäden, die nicht verschuldet waren, konnten somit nicht ersetzt werden. Der Gesetzgeber entschloss sich daher in Einklang mit der EG-Richtlinie 85/374/EWG eine verschuldensunabhängige Gefährdungshaftung für fehlerhafte Produkte einzuführen.

## Produkt und Produktfehler
Produkte im Sinne von § 4 PHG sind bewegliche körperliche Sachen, seien sie auch Teil einer anderen Sache, und Energie. Wird eine bewegliche körperliche Sache mit einer unbeweglichen verbunden, so wird sie nach allgemeinen sachenrechtlichen Regeln unselbstständiger Bestandteil. Im PHG behält jedoch auch der verbaute Teil seine Selbständigkeit, es gilt der Grundsatz Einmal Produkt, immer Produkt. Unbewegliche Sachen sind hingegen nicht vom PHG erfasst.
Ob der Inhalt von Büchern oder Software als Produkte im Sinne des PHG anzusehen sind, ist strittig.
Bei den Produktfehlern wird unterschieden zwischen Konstruktions-, Fabrikations- und Instruktionsfehler. Ein Produkt ist fehlerhaft, wenn die berechtigten Sicherheitserwartungen nicht erfüllt werden. Dabei ist insbesondere auf die Darbietung der Sache (Werbung), den Zeitpunkt, zu dem das Produkt in Verkehr gebracht wurde und den Gebrauch, mit dem nach einem objektiven Maßstab gerechnet werden muss, Rücksicht zu nehmen.

## Haftpflichtige
Gemäß § 1 PHG haftet der Unternehmer, der das Produkt hergestellt hat. Umfasst sind sowohl die Produzenten des End-, als auch eines Teilproduktes. Wurde das Produkt außerhalb des Europäischen Wirtschaftsraumes hergestellt, so haftet der Importeur. Ist der Produzent oder Importeur nicht feststellbar und benennt der Händler diese nicht in angemessener Frist, so trifft letzteren eine subsidiäre Haftung. Nach § 12 PHG können für den Fall, dass mehrere Haftpflichtige Ersatz leisten müssen, Regressansprüche geltend gemacht werden.

## Schäden und Haftungsbefreiung
Sachschäden sind nur ersatzfähig, sofern sie eine vom Produkt verschiedene Sache betreffen. Daher ist ein Weiterfresserschaden nicht zu ersetzen. Weiters werden Schäden an Sachen, die überwiegend von einem Unternehmer in seinem Unternehmen verwendet werden, nicht ersetzt. Bei Sachschäden besteht ein genereller Selbstbehalt von 500 Euro.
Personenschäden sind hingegen nach den allgemeinen Regeln der §§ 1325 ff ABGB zu ersetzen.
Der Produzent kann sich von der Haftung befreien sofern er beweist, dass der Fehler auf die Einhaltung zwingender Rechtsvorschriften zurückzuführen ist. Ebenso besteht keine Haftung, wenn der Hersteller beweisen kann, dass nach dem Stand der Wissenschaft und Technik der Fehler nicht bekannt sein musste. Es handelt sich dabei um das sogenannte Entwicklungsrisiko.

## Inverkehrbringen
Damit eine Ersatzpflicht besteht, muss das Produkt in Verkehr gebracht werden. Es gilt dabei das sogenannte Werktorprinzip. Sobald der Hersteller keine tatsächliche Verfügung über das Produkt mehr hat, gilt es als in Verkehr gebracht. Für den Fall, dass ein Hersteller oder Importeur behauptet, das Produkt nicht in Verkehr gebracht zu haben, liegt ihm der Beweis ob.